# Верхній Прихон
Верхній Прихон (рос. Верхний Прихон) — присілок в Шимському районі Новгородської області Російської Федерації.
Населення становить 289 осіб. Входить до складу муніципального утворення Медведське сільське поселення.

## Історія
Від 2004 року входить до складу муніципального утворення Медведське сільське поселення.

## Населення
| 2010 |
| ---- |
| 289  |